# Battlefield 1943
Battlefield 1943 – gra komputerowa typu first-person shooter wyprodukowana przez studio Digital Illusions CE i wydana przez Electronic Arts na platformy Xbox 360 i PlayStation 3 w formie elektronicznej dystrybucji. Podobnie jak w pierwszej grze należącej do serii Battlefield – Battlefield 1942, akcja rozgrywa się w czasie II wojny światowej, jednak gra w całości skupia się na walkach na Pacyfiku.
Gracze wcielają się w żołnierzy United States Marine Corps lub Japońskiej Cesarskiej Marynarki Wojennej. Gra toczy się na trzech 24-osobowych mapach: Wake Island, Guadalcanal i Iwo Jima. Czwarta mapa – Coral Sea – miała zostać odblokowana dla platformy, na której zostanie zabitych 43 milionów graczy. Mapę odblokowali użytkownicy konsoli Xbox 360.
Producent planował wydać grę również na platformę PC, jednak prace nad tą wersją zostały oficjalnie anulowane w związku z intensyfikacją prac nad grą Battlefield 3.

## Rozgrywka
Podobnie jak w Battlefield Heroes, w grze występują trzy klasy postaci: piechur (infantryman), strzelec (rifleman) i zwiadowca (scout). Każda klasa ma nielimitowaną ilość amunicji, jednak w wypadku użycia materiałów wybuchowych trzeba czekać na ich ponowne uzupełnienie. Gra zawiera też system regeneracji zdrowia gracza, podobny do stosowanych w grach z serii Call of Duty i Halo. W grze pojawiają się cztery rodzaje pojazdów: myśliwce, czołgi, wojskowe jeepy oraz barki desantowe. W bazie każdej z drużyn znajdują się po dwa jednoosobowe myśliwce (dla wojsk japońskich i amerykańskich odpowiednio Mitsubishi A6M Zero i Vought F4U Corsair), które wyposażone są w cztery karabiny maszynowe i bomby lotnicze. Czołgi są obsługiwane przez dwóch graczy – jeden prowadzi pojazd i może użyć działa lub sprzężonego karabinu maszynowego, natomiast drugi korzysta z zamontowanego na czołgu karabinu maszynowego. Jeepy mieszczą do trzech osób – kierowcę, który prowadzi pojazd, strzelca operującego karabinem maszynowym oraz pasażera. Barki desantowe używane są do transportowania piechoty z lotniskowców na plaże. Dodatkowo gracz może wezwać nalot bombowy korzystając ze specjalnych bunkrów.

## Odbiór
Gra spotkała się z bardzo pozytywnym przyjęciem, zarówno ze strony graczy, jak i krytyków. Średnia ocen w serwisie Metacritic wynosi 83/100, a w Game Rankings – 84,90%, natomiast polski serwis GRY-OnLine ocenił grę na 7,0 (wersja na PlayStation 3) i na 7,4 (wersja na Xbox 360). Gra stała się najszybciej sprzedawaną grą w dystrybucji cyfrowej, a przedsiębiorstwo Electronic Arts – wydawca gry – zarobiło łącznie 16 milionów dolarów na sprzedaży Battlefield 1943.